# 44-es főút (Magyarország)
A 44-es főút egy elsőrendű főútvonal Magyarországon, azon belül is három vármegyét köt össze, Bács-Kiskunt, Jász-Nagykun-Szolnokot és Békés vármegyét. Kecskemét és Gyula között található. Az 5-ös főúttól a román-magyar országhatárig tart. 150 kilométer hosszú.

## Története
Az út előzményének tekinthető az „I. Alföldi Transzverzális út”, amelynek kiépítését az 1890. évi I. törvénycikk rendelte el. Az út Baját kötötte össze az Arad megyei Erdőheggyel, a mai nyomvonalon haladt Kunszentmárton és Gyula között. 1896 és 1897 között épült ki az akkori viszonyok között korszerű kapcsolatot jelentve. A Békésszentandrás és Szarvas közötti szakasza egyike volt a leghamarabb leburkolt szakasznak, mivel a két település között jelentős árvízvédelmi feladatokat is ellátott az útvonal magas töltésen haladva. (Szarvas és Békésszentandrás között pont ezekben az években zajlott a mostani holtág átvágása, a Hármas-Körös új, ásott mederbe terelése.) Ezt követően az 1936-1942 között szintén ezen rész jelentősége nőtt meg a békésszentandrási duzzasztómű megépítése miatt.
1934-ben a kereskedelem- és közlekedésügyi miniszter 70 846/1934. számú rendelete harmadrendű főúttá nyilvánította, a Kecskemét és Békéscsaba közti szakaszát 415-ös, a Békéscsaba és Gyula közti szakaszát pedig 435-ös útszámozással. Az akkori nyomvonal majdnem azonos volt a maival; számottevőbb eltérés volt, hogy abban az időben még áthaladt Tiszakürtön, és Cserkeszőlő nyugati széle előtt érte el ismét a jelenkori nyomvonalat, valamint áthaladt Kunszentmárton központján is. Akkor a 44-es útszámot még nem osztották ki, a második világháború idején viszont, az első és második bécsi döntések utáni időszakban szükségessé vált a kiosztása a jelentős kiterjedésű, visszacsatolt partiumi területeken: akkor a Nagyvárad–Nagyszalonta útvonal viselte ezt az útszámozást.
Egy dátum nélküli, feltehetőleg 1950 körül készült közúthálózati térkép a Kecskemét-Békéscsaba szakaszát másodrendű főútként tüntette fel, 40-es útszámozással, míg Békéscsabától az országhatárig vezető szakasza akkor a 435-ös számot viselte. (A 44-es útszámot abban az időben a Szolnok-Tiszakürt közt, javarészt a mai 442-es főút vonalán húzódó út viselte.)
A kiépítése óta nem sok változtatás történt a nyomvonalában, pusztán Kunszentmártonnál épült új elkerülőút és híd a Körösön, valamint Békésszentandrásnál helyezték át az éles kanyarokkal tarkított átkelőszakaszt és építettek meg egy teljesen új hidat a holtágon.
Évtizedekig gyenge pontja volt az útnak a régi tiszaugi Tisza-híd, ahol az egyébként is roppant szűk áteresztőképességű hídon futott még a Kecskemét–Kunszentmárton-vasútvonal, így ha vonat érkezett, sorompóval még le is zárták a hidat. 2001-re lett kész az új közúti híd, ami már megfelel a mai követelményeknek.

## Jellemzői
Elsőrendű főút, amely ilyen minőségében egyike Magyarország legújabb elsőrendű főútjainak, mivel csak az 1990-es évek végén minősítették fel másodrendűről elsőrendűre, így Békés megye volt az utolsó a magyar megyék közül, amelyet nem érintett még elsőrendű főút.
Az útvonal végig 2×1 sávos, csupán Békéscsaba és Gyula között válik osztott pályás, leállósávval rendelkező 2×2 sávos gyorsforgalmi úttá. Az út mellett szervizút is halad, amely a környező tanyák és földtulajdonosoknak nagy segítség, akik így könnyebben ráhajthatnak az útra. Ezt az osztott pályás részt 2001 és 2004 közt építették a Széchenyi Terv keretében. 2008-tól itt a megengedett sebesség rajta 110 km/h.
Végig alföldi területen halad, kezdőpontja Kecskeméten található, innen halad előbb keleti irányba, áthalad a Tiszán, belép Jász-Nagykun-Szolnok vármegyébe. Itt átkel a Tiszazugon, majd a Körösön is. Öcsöd település után délkeleti irány vesz fel és belép Békés vármegyébe. A délkeleti irányt végig tartja egészen a megyeszékhelyig, itt az békéscsabai elkerülőút átadása óta elkerüli a várost, majd a határig ismét keleti irányt vesz fel, elkerülőúton haladva el Gyula mellett is.
Viszonylag jó minőségű útnak mondható a magyar viszonyok között, Kondoros és Szarvas között kísérleti jelleggel kiemelt útszakasznak van minősítve. A Jász-Nagykun-Szolnok vármegyei szakaszt kivéve aránylag sok az egyenes útszakasz, kevés a település, ezért igen jól előzni, nagy átlagsebességgel lehet közlekedni rajta. A délszláv háborúk és Románia európai uniós csatlakozása óta a teherforgalom ugrásszerűen megnőtt rajta.

## Érintett települések
- Kecskemét 5-ös, 54-es főút kiágazása
- Lakitelek, a 4505-os út kiágazása, a 4622-es és 4625-ös utak keresztezése
- (Tiszaug – a főút csak a külterületeit érinti, belterülete felé a 4511-es út ágazik ki)
- Tiszakürt – a 4515-ös út kiágazása és a 4514-es út keresztezése (a község belterületét az út nem érinti)
- Cserkeszőlő – 4633-as út (a 442-es főút korábbi nyomvonala) betorkollása
- (Szelevény – az út csak a külterületeit érinti; itteni szakaszán torkollik bele vissza a 4511-es út)
- Kunszentmárton – a 442-es főút betorkollása és a 45-ös főút kiágazása
- Öcsöd – a 4627-es út kiágazása
- Békésszentandrás
- Szarvas – a 4631-es út és a 443-as főút betorkollása
- Csabacsűd – a 4417-es út kiágazása
- Kardos – a 4645-ös út betorkollása
- Kondoros – a 4642-es út keresztezése, a 4409-es út kiágazása
- (Kétsoprony – a főút csak a külterületeit érinti, a belterületre a 44 108-as út vezet, Békés felől a 4644-es torkollik itt bele, Telekgerendásra pedig a 4411-es út ágazik ki ugyanitt)
- Békéscsaba[9][10] – a 47-es főút metszés, a 444-es főút betorkollása
- Gyula[9] – országhatár, tovább Gyulavarsánd felé

## Jövőbeni tervek
2016-ban megkezdődtek az M44-es gyorsforgalmi út építési munkái, amely teljesen új nyomvonalon halad, elkerülve a településeket. Az M44-es első, középső részét 2019. október 2-án adták át a forgalomnak, amely jelentősen tehermentesíti a Kondoros és Tiszakürt közötti részt. A 44-es út biztonsága egyébként rossz, sok a baleset. A békéscsabai elkerülőúton emiatt szükségessé vált új körforgalom építése is. Fő feladat Szarvas, Békésszentandrás és Öcsöd elkerülése volt, ez azonban az M44-es középső szakaszának megépülésével teljesült.

## Képgaléria

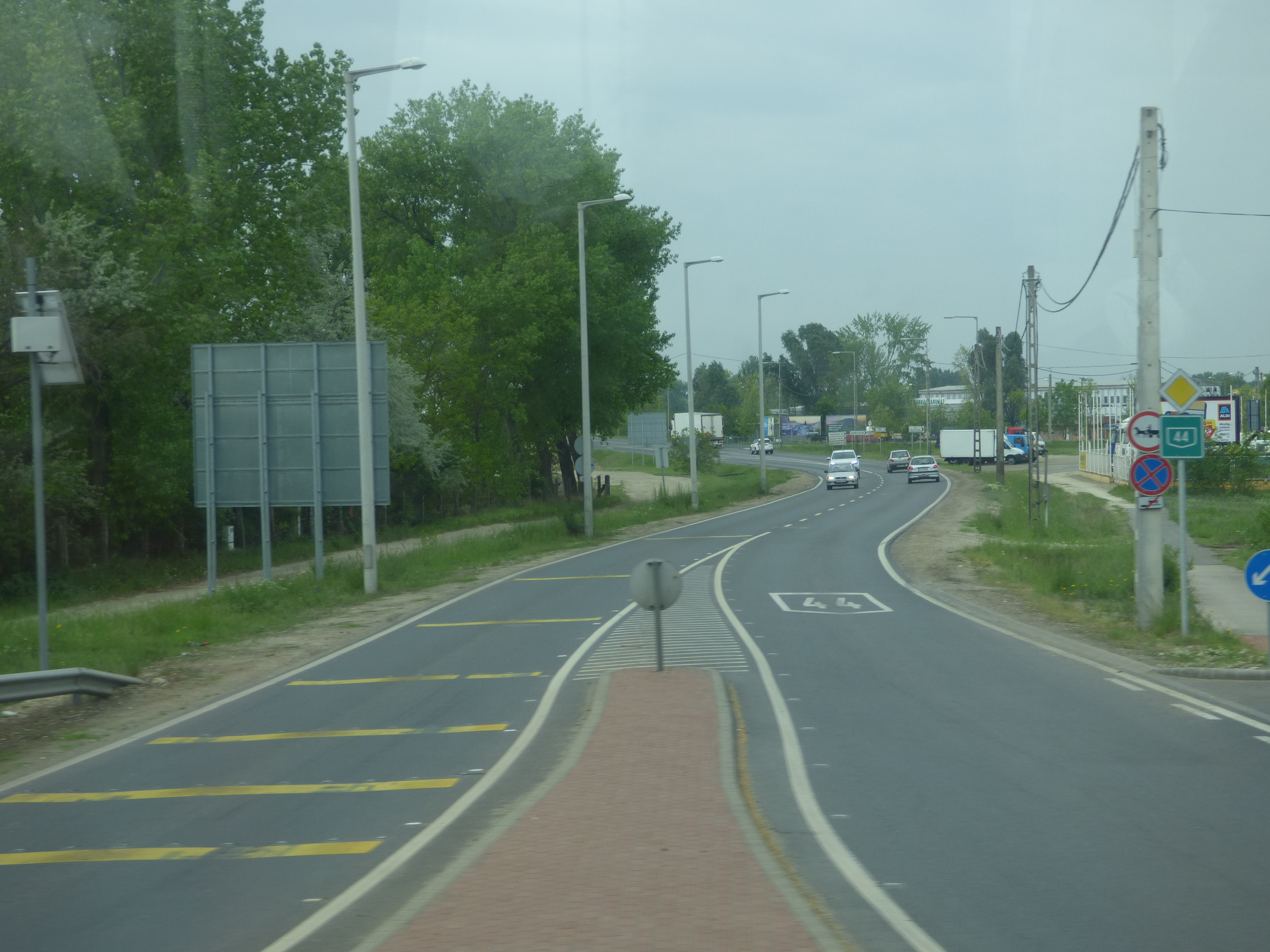
A 44-es főút a 445-ös főút kiágazásánál lévő körforgalomtól délnyugat felé nézve
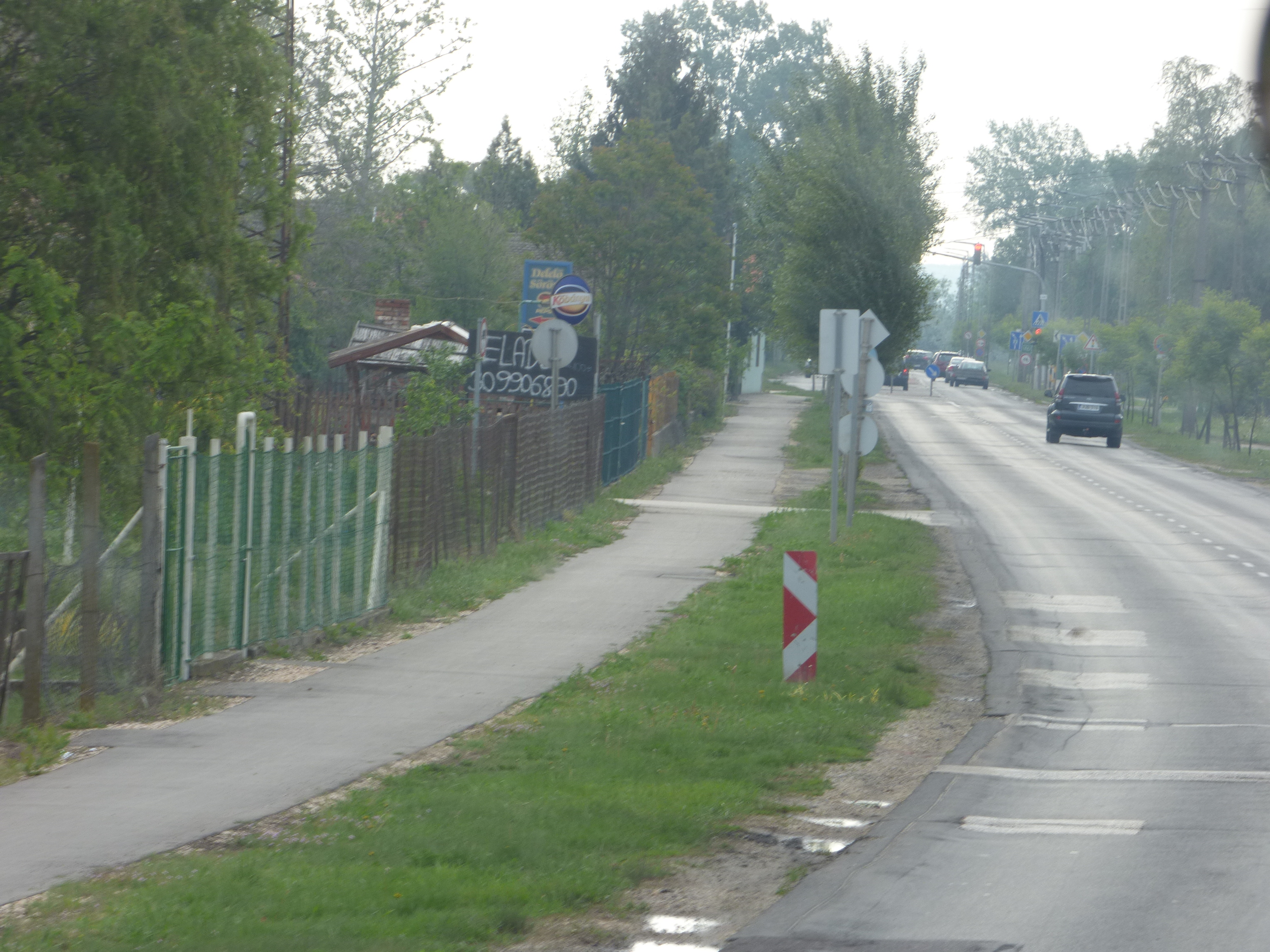
A főút Cserkeszőlő központjában
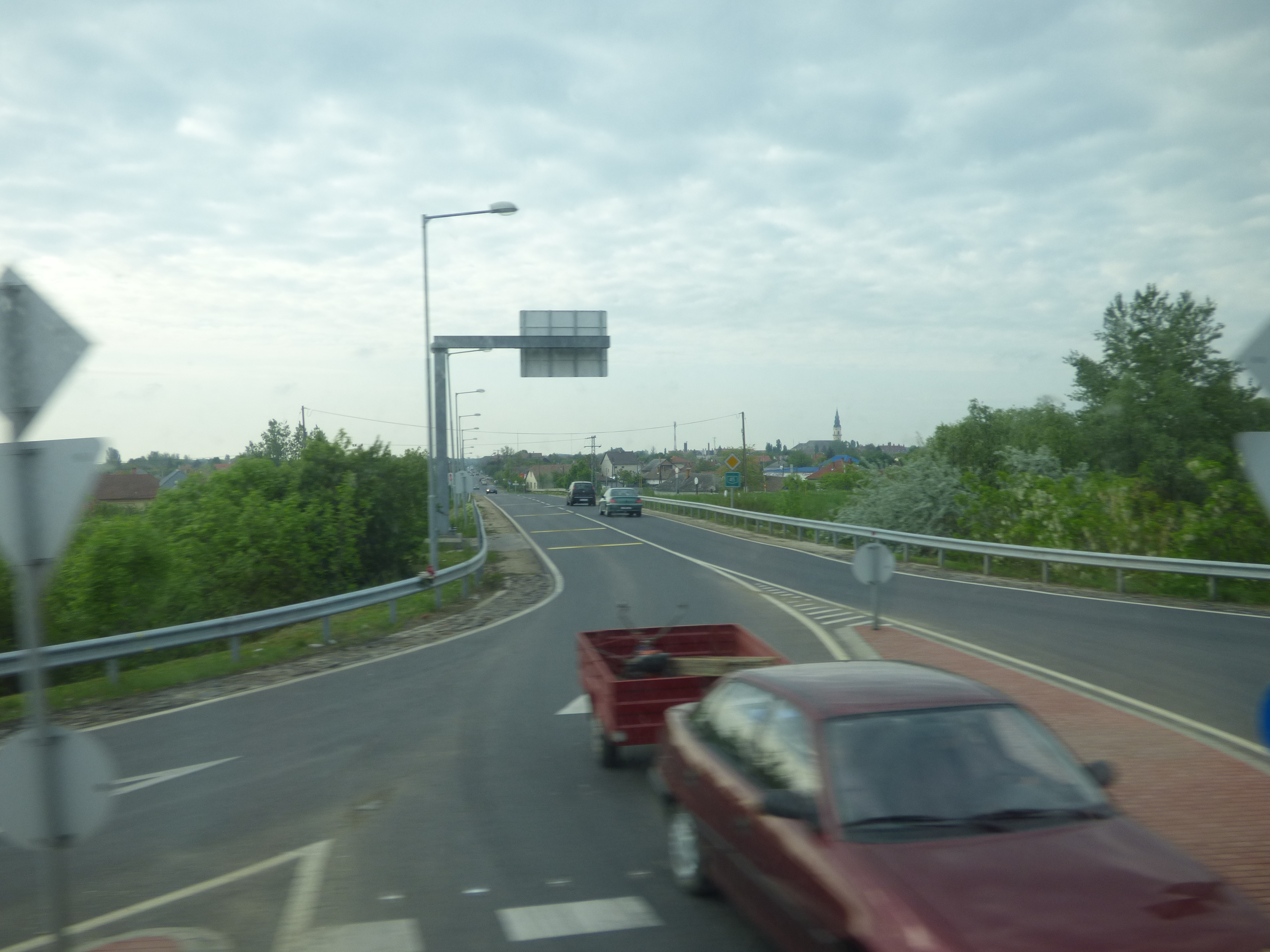
A 45-ös főút kiágazása Kunszentmártonnál